# Eredivisie 2009/10 (mannenvoetbal)/Transfers winter
Dit is een lijst van transfers uit de Nederlandse Eredivisie in de maand januari van het jaar 2010, in de winterstop van het seizoen 2009/10. Hierin staan alleen transfers die clubs uit de Eredivisie hebben voltooid.
De transferperiode duurt van 1 januari 2010 tot en met 1 februari. Deals mogen op elk moment van het jaar gesloten worden, maar de transfers zelf mogen pas in de transferperiodes plaatsvinden. Transfervrije spelers (spelers zonder club) mogen op elk moment van het jaar gestrikt worden.
| Speler                | Nationaliteit  | Oude club                   | Nieuwe club             | Extra                                 |
| --------------------- | -------------- | --------------------------- | ----------------------- | ------------------------------------- |
| Ari                   | Brazilië       | AZ                          | Spartak Moskou          | Circa € 3.000.000, -                  |
| Tim Bakens            | Nederland      | Sparta Rotterdam            | FC Volendam             | Transfervrij                          |
| Fred Benson           | Ghana          | RKC Waalwijk                | Shandong Luneng Taishan | Verhuurd                              |
| Daley Blind           | Nederland      | AFC Ajax                    | FC Groningen            | Verhuurd                              |
| Ruud Boffin           | België         | MVV Maastricht              | VVV-Venlo               | Verhuurd                              |
| Bruno Silva           | Uruguay        | AFC Ajax                    | SC Internacional        | Verhuurd                              |
| Darío Cvitanich       | Argentinië     | AFC Ajax                    | CF Pachuca              | Verhuurd                              |
| Mitchell Donald       | Nederland      | AFC Ajax                    | Willem II               | Verhuurd                              |
| Filip Đuričić         | Servië         | FK Radnički Obrenovac       | sc Heerenveen           | Circa € 1.500.000, -                  |
| Youssef El Akchaoui   | Marokko        | N.E.C.                      | FC Augsburg             | Verhuurd                              |
| Tarik Elyounoussi     | Noorwegen      | sc Heerenveen               | Lillestrøm SK           | Verhuurd                              |
| Alex Emenike          | Nigeria        | Enugu Rangers International | VVV-Venlo               |                                       |
| Gonzalo García García | Uruguay        | FC Groningen                | VVV-Venlo               | Verhuurd                              |
| Harrie Gommans        | Nederland      | Roda JC Kerkrade            | Fortuna Sittard         | Verhuurd                              |
| Philip Haglund        | Zweden         | IF Brommapojkarna           | sc Heerenveen           |                                       |
| Përparim Hetemaj      | Finland        | FC Twente                   | Brescia Calcio          |                                       |
| Jeroen Heubach        | Nederland      | FC Twente                   | N.E.C.                  | Verhuurd                              |
| Keisuke Honda         | Japan          | VVV-Venlo                   | CSKA Moskou             |                                       |
| Aleksandar Ignjatović | Servië         | Feyenoord                   | FK Borac Čačak          | Was verhuurd                          |
| Patrik Ingelsten      | Zweden         | sc Heerenveen               | Viking FK               | Circa € 600.000, -                    |
| Michael Jansen        | Nederland      | FC Groningen                | Go Ahead Eagles         | Verhuurd                              |
| Vagif Javadov         | Azerbeidzjan   | FK Qarabağ                  | FC Twente               | Circa € 250.000, -                    |
| Julian Jenner         | Nederland      | SBV Vitesse                 | Rot Weiss Ahlen         | Verhuurd                              |
| Anton Jongsma         | Nederland      | RKC Waalwijk                | Clubloos                | Transfervrij                          |
| Bonaventure Kalou     | Ivoorkust      | sc Heerenveen               | -                       | Gestopt                               |
| Milano Koenders       | Nederland      | AZ                          | Sparta Rotterdam        | Verhuurd                              |
| Milan Kopic           | Tsjechië       | sc Heerenveen               | Slavia Praag            | Verhuurd                              |
| Arnold Kruiswijk      | Nederland      | RSC Anderlecht              | Roda JC Kerkrade        | Verhuurd                              |
| Jop van der Linden    | Nederland      | SBV Vitesse                 | AGOVV                   | Verhuurd                              |
| Edwin Linssen         | Nederland      | Roda JC Kerkrade            | Fortuna Sittard         | Verhuurd                              |
| Nicolás Lodeiro       | Uruguay        | Club Nacional               | AFC Ajax                | Circa € 4.000.000, -                  |
| Theo Lucius           | Nederland      | Clubloos                    | FC Groningen            | Transfervrij                          |
| Kees Luijckx          | Nederland      | AZ                          | ADO Den Haag            | Verhuurd                              |
| Reimond Manco         | Peru           | PSV                         | Juan Aurich             | Verhuurd                              |
| Javier Martina        | Nederland      | AFC Ajax                    | HFC Haarlem             | Verhuurd                              |
| George Mourad         | Zweden         | Willem II                   | Tromsø IL               | Transfervrij                          |
| Stefan Nijland        | Nederland      | PSV                         | Willem II               | Verhuurd                              |
| Andres Oper           | Estland        | Shanghai Greenland          | ADO Den Haag            |                                       |
| Celso Ortíz           | Paraguay       | Cerro Porteño               | AZ                      |                                       |
| Sébastien Pocognoli   | België         | AZ                          | Standard Luik           | Circa € 2.000.000, -                  |
| Anduele Pryor         | Nederland      | SBV Vitesse                 | KSV Roeselare           | Verhuurd                              |
| Jonathan Reis         | Brazilië       | PSV                         | Clubloos                | Verhuurd                              |
| Nikita Rukavytsya     | Australië      | FC Twente                   | KSV Roeselare           | Verhuurd                              |
| Jeffrey Sarpong       | Nederland      | AFC Ajax                    | N.E.C.                  | Verhuurd                              |
| Mitchell Schet        | Nederland      | SBV Excelsior               | Feyenoord               | Was verhuurd                          |
| Andwelé Slory         | Nederland      | Feyenoord                   | West Bromwich Albion FC | Transfervrij                          |
| Genaro Snijders       | Nederland      | SBV Vitesse                 | FC Omniworld            | Verhuurd                              |
| Tim Sparv             | Finland        | Halmstads BK                | FC Groningen            | Transfervrij                          |
| Frank van der Struijk | Nederland      | SBV Vitesse                 | Willem II               | Verhuurd                              |
| Suk Hyun-Jun          | Zuid-Korea     | Yongin FC                   | AFC Ajax                |                                       |
| Sebastian Svärd       | Denemarken     | Borussia Mönchengladbach    | Roda JC Kerkrade        | Transfervrij                          |
| Joël Tshibamba        | Congo-Kinshasa | N.E.C.                      | Arka Gdynia             | Transfervrij, was verhuurd aan FC Oss |
| Michael Uchebo        | Nigeria        | Enugu Rangers International | VVV-Venlo               |                                       |
| Léo Veloso            | Brazilië       | Willem II                   | CFR Cluj                | Transfervrij                          |
| Rick Verbeek          | Nederland      | VVV-Venlo                   | Helmond Sport           | Verhuurd                              |
| Maya Yoshida          | Japan          | Nagoya Grampus              | VVV-Venlo               |                                       |
| Zhou Haibin           | China          | PSV                         | Shandong Luneng Taishan | Transfervrij                          |

2007/08 (zomer · winter) · 
2008/09 (zomer · winter) · 
2009/10 (zomer · winter) · 
2010/11 (zomer · winter) · 
2011/12 (zomer · winter) · 
2012/13 (zomer · winter) · 
2013/14 (zomer · winter) · 
2014/15 (zomer · winter) · 
2015/16 (zomer · winter) · 
2016/17 (zomer · winter) ·
2017/18 (zomer · winter) ·
2018/19 (zomer · winter) ·
2019/20 (zomer · winter) ·
2020/21 (zomer · winter) ·
2021/22 (zomer · winter) ·
2022/23 (zomer · winter) ·
2023/24 (zomer · winter) ·
2024/25 (zomer · winter) ·